# Adesmus chalumeaui
Adesmus chalumeaui är en skalbaggsart som beskrevs av Touroult 2004. Adesmus chalumeaui ingår i släktet Adesmus och familjen långhorningar.
Artens utbredningsområde är Martinique. Inga underarter finns listade i Catalogue of Life.